# لوتي جريجيل
لوتي جريجيل (بالدنماركية: Lotte Grigel)‏ مواليد 5 أبريل 1991 في إيسبيرغ، هي لاعبة كرة يد دانمركية تلعب كوسط مدافع. مثلت منتخب الدنمارك لكرة اليد للسيدات.

## سجل المنافسة
شاركت في البطولات التالية:
- بطولة العالم لكرة اليد للسيدات 2015
- بطولة أوروبا لكرة اليد للسيدات 2012
- بطولة أوروبا لكرة اليد للسيدات 2014
- بطولة أوروبا لكرة اليد للسيدات 2016

## روابط خارجية
- لوتي جريجيل على موقع الاتحاد الأوروبي لكرة اليد (الإنجليزية)